# ایلیاس آتماتسیدیس
ایلیاس آتماتسیدیس (یونانی: Ηλίας Ατματσίδης؛ زادهٔ ۲۴ آوریل ۱۹۶۹) بازیکن فوتبال اهل یونان بود.
از باشگاه‌هایی که در آن بازی کرده‌است می‌توان به باشگاه فوتبال ویرا، باشگاه فوتبال پائوک، و باشگاه فوتبال آ. ا. ک آتن اشاره کرد.
وی همچنین در تیم ملی فوتبال یونان بازی کرده‌است.